# Asnan
Asnan – miejscowość i gmina we Francji, w regionie Burgundia-Franche-Comté, w departamencie Nièvre.
Według danych na rok 1990 gminę zamieszkiwało 145 osób, a gęstość zaludnienia wynosiła 30 osób/km² (wśród 2044 gmin Burgundii Asnan plasuje się na 766. miejscu pod względem liczby ludności, natomiast pod względem powierzchni na miejscu 1247.).